# Olszanka (gmina w województwie opolskim)
Olszanka – gmina wiejska w województwie opolskim, w powiecie brzeskim. W latach 1975–1998 gmina położona była w województwie opolskim.
Siedziba gminy to Olszanka.
Według danych z 30 czerwca 2004 gminę zamieszkiwało 4987 osób. Natomiast według danych z 31 grudnia 2019 roku gminę zamieszkiwało 4867 osób.

## Struktura powierzchni
Według danych z roku 2002 gmina Olszanka ma obszar 92,61 km², w tym:
- użytki rolne: 86%
- użytki leśne: 5%

Gmina stanowi 10,57% powierzchni powiatu.

## Demografia

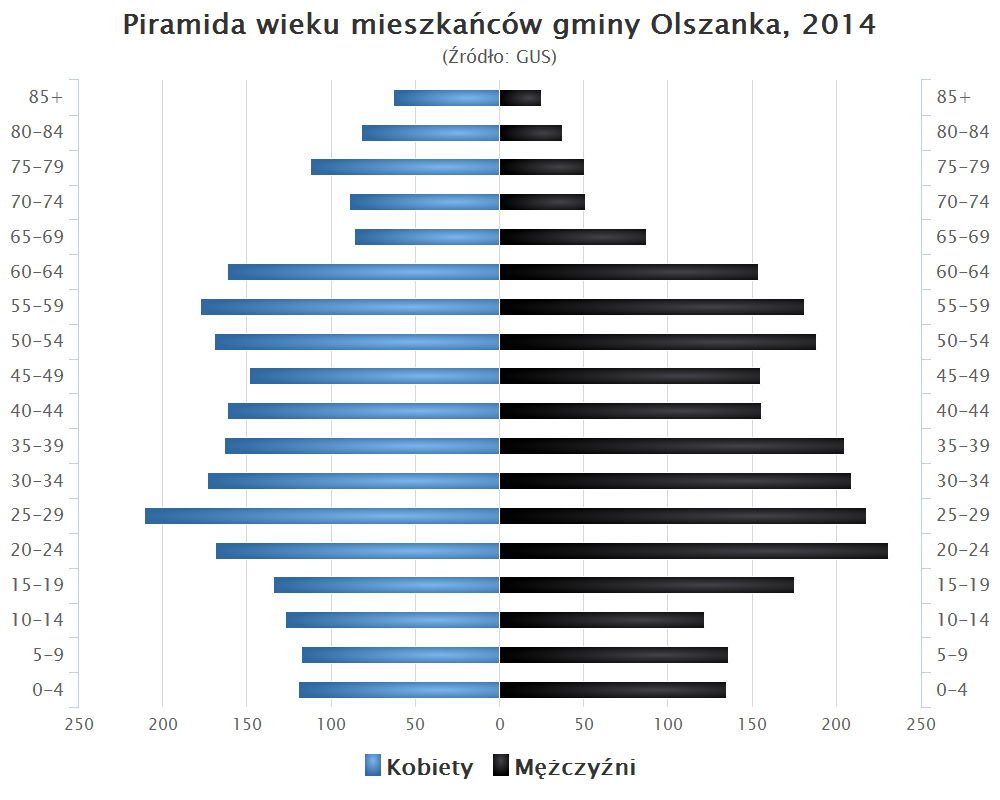
Piramida wieku mieszkańców gminy Olszanka w 2014 roku

Dane z 30 czerwca 2004:
| Opis                              | Ogółem | Ogółem | Kobiety | Kobiety | Mężczyźni | Mężczyźni |
| --------------------------------- | ------ | ------ | ------- | ------- | --------- | --------- |
| jednostka                         | osób   | %      | osób    | %       | osób      | %         |
| populacja                         | 4987   | 100    | 2482    | 49,8    | 2505      | 50,2      |
| gęstość zaludnienia (mieszk./km²) | 53,8   | 53,8   | 26,8    | 26,8    | 27        | 27        |

## Sąsiednie gminy
Grodków, Lewin Brzeski, Niemodlin, Skarbimierz, Wiązów

## Miasta partnerskie
- Niemcy Altenkirchen (Westerwald)
- Czechy Česká Ves